# 布氏蔭眼蝶
布氏蔭眼蝶（學名：Neope bremeri），又名渡邊黃斑蔭蝶、布萊蔭眼蝶、臺灣黃斑蔭蝶、每目鏈眼蝶、渡邊鏈眼蝶、台灣黃斑蔭蝶。

## 描述
本種為中型眼蝶，體背暗褐色，胸腹部腹面褐至白色。前翅呈直角三角形，後翅扇形，外緣略波狀，M3脈末端具小尾突。
翅背面底色為褐色，前、後翅外緣有模糊細帶，翅外側排列有黃環眼紋，後翅中室外側具一暗色紋，部分翅脈為黃色。
翅腹面為褐色，外緣有黑線細帶，亞外緣有模糊波紋。前翅中室基部有細小棒狀紋，外側兩道短帶中，外側較粗並常含黃紋。中央具兩條不規則線紋，外線前側常鑲白紋。眼紋列分布於翅外側，具黃環，前翅後方眼紋擴大。後翅基部另有三個黃紋暗圓斑。
雄蝶於前翅CuA2室具兩條狀性標。緣毛為黃褐相間。低溫期個體則眼紋縮小、斑紋模糊，前翅中室黃紋減弱。

## 分佈
分佈於中國大陸及台灣。臺灣分佈於本島低、中海拔地區。

## 棲地
棲息於常綠闊葉林與竹林，一年多代。成蝶飛行靈活快速，幼蟲以芒草、臺灣矢竹、包籜矢竹等禾本科植物為食。